# Washington County Courthouse (Iowa)
Das Washington County Courthouse in Washington ist das Justiz- und Verwaltungsgebäude (Courthouse) des Washington County im Südosten des US-amerikanischen Bundesstaates Iowa.
Das heutige Gebäude ist das dritte Courthouse des Washington County. Das erste Courthouse diente gleichzeitig als Schule und religiöses Gemeindezentrum. Im Jahr 1847 wurde ein neues, nur als Courthouse dienendes Gebäude errichtet. 
Im Jahr 1887 wurde das heutige Gebäude im neuromanischen Stil nach einem Entwurf des Architekturbüros Foster & Liebbe errichtet. An der Südwestecke des Ziegelgebäudes steht ein Uhrturm mit einer bronzenen Glocke.
Im Jahr 1981 wurde das Gebäude mit der Referenznummer 81000273 in das National Register of Historic Places aufgenommen.